# Annentag in Brakel

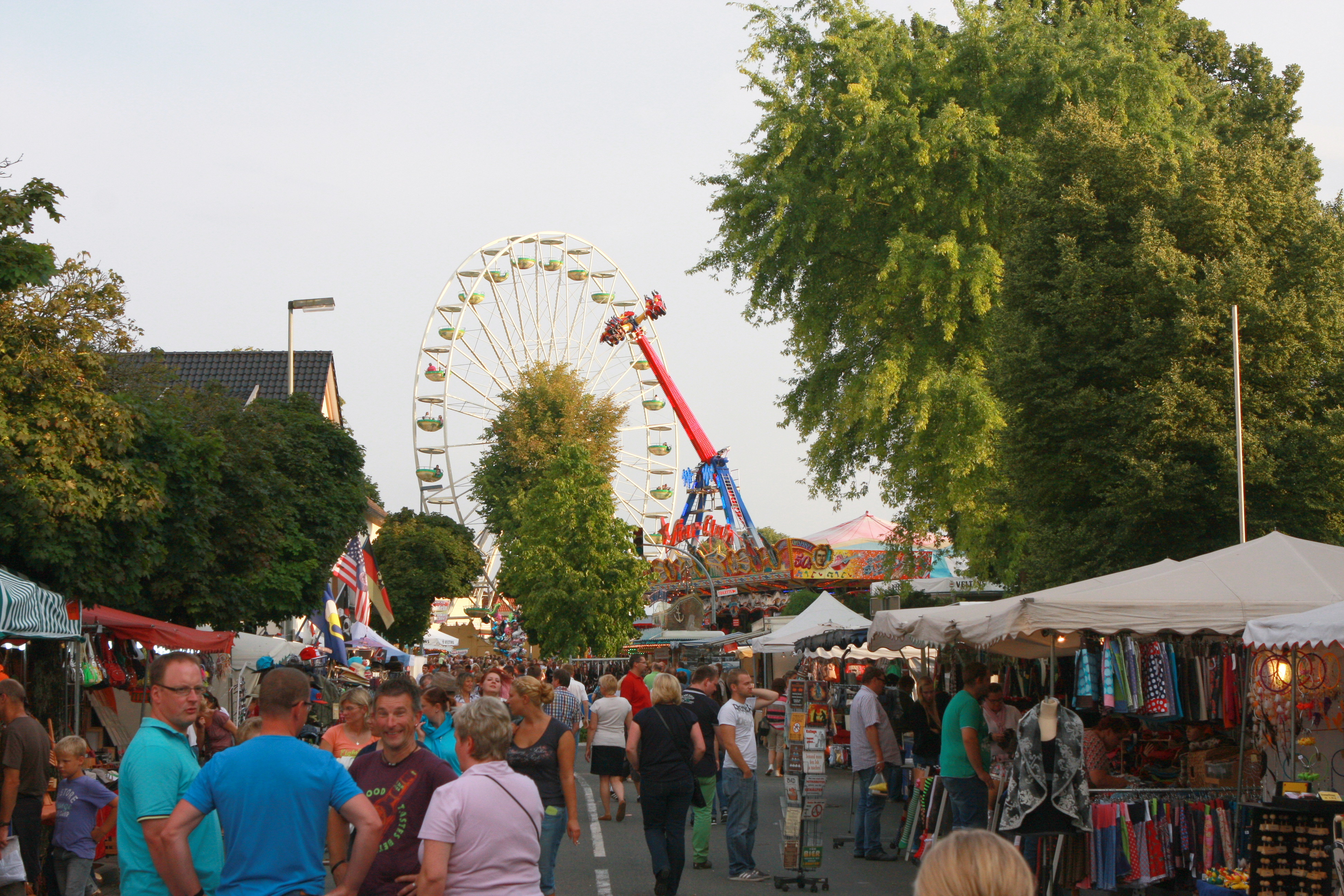
Annentag 2014

Der Annentag in Brakel ist eine Kirmes in der Innenstadt von Brakel in Nordrhein-Westfalen. Er findet jährlich am Wochenende des ersten Augustsonntags (freitags bis montags) statt. Im Jahr 2005 feierte der Annentag in Brakel sein 250-jähriges Bestehen. Die Bezeichnung Annentag ist markenrechtlich geschützt.
Seit Jahrhunderten pilgern jedes Jahr Menschen zur Annenkapelle nach Brakel, um ihre Sorgen und Nöte bei der heiligen Anna abzuladen. Viele Menschen treffen sich an den neun Dienstagen vorher und am Annensonntag mit einer festlichen Prozession zum Gottesdienst an der barocken Annenkapelle vor den Toren der Stadt. Aus diesem reinen kirchlichen Fest entwickelte sich die Annenkirmes. Die festliche Prozession zum Gedenken der heiligen Anna fand zunächst am 26. Juli statt und wurde später auf den ersten Augustsonntag (am Sonntag des Annentags) verlegt. 
Die älteste Nachricht über diesen Feiertag stammt aus dem Jahre 1498. Nach 1755 wurden die bisherigen vier Märkte aufgehoben und, wie auch die Kirchweih St. Michaelis, auf den Annentag verlegt. Zu jener Zeit entstand wohl auch die uns heute bekannte, traditionelle Kirmes. Genaue Daten sind jedoch nicht bekannt. 
Der Annentag wird am Freitag um 16:00 Uhr von drei Kanonenschüssen und vom Bürgermeister und dem kirchlichen Vertreter der Stadt Brakel auf einer Bühne im Annenzeltes mit dem Anstich des ersten Bierfasses eröffnet. Das Ende des Annentags markiert am Montagabend ein Feuerwerk.